# Remmy Valenzuela
Remigio Alejandro Valenzuela Buelna (Guasave, Sinaloa; 1 de octubre de 1990), más conocido por su nombre artístico Remmy Valenzuela, es un cantante, compositor y acordeonista mexicano de música regional mexicana. Considerado "el mejor acordeonista moderno de México", apodado por ello mismo como "El Príncipe del Acordeón", siendo este apodo aceptado y mencionado por el mismo Ramón Ayala. En 2015, fue nominado a «Artista Nuevo del Año» en los premios Latin American Music y ese mismo año, su cuarto álbum de estudio Mi vida en vida (2014) fue nominado en los premios Grammy Latinos en la categoría «Mejor Álbum Norteño».
Comenzó su carrera como baterista, pero cambió al acordeón a la edad de 13 años. Sus primeros éxitos fueron los narcocorridos, pero comenzó a ganar mayor popularidad con canciones románticas como «Te tocó perder». Finalmente, firmó un contrato con Fonovisa Records y en 2015, lanzó su álbum Mi princesa, del cual la canción «¿Por qué me ilusionaste?» logró ser incluida en la lista «Best Songs of 2015» por Ben Ratliff de The New York Times.
A la edad de 22 años, ha «frustrado la muerte dos veces», la primera vez después de un accidente de coche, y la segunda en un tiroteo entre las fuerzas gubernamentales y una organización del crimen organizado durante una de sus presentaciones en Nayarit. En 2015, fue arrestado en Sinaloa por posesión ilegal de un arma de fuego y fue puesto en libertad bajo fianza dos días después.

## Filmografía

### Televisión
| Año  | Título      | Rol      | Notas  |
| ---- | ----------- | -------- | ------ |
| 2019 | La Academia | Él mismo | Jurado |

## Discografía
Álbumes de estudio
- 15 corridos de alto nivel (2008)
- En vivo con banda (2010)
- En vivo fiesta privada (2010)
- De alumno a maestro (2013)
- Mi vida en vida (2014)
- Mi princesa (2015)
- Con tololoche (2016)
- Te olvidaré (2017)
- 80% mío (2019)

Álbumes en vivo
- 10 años para ti (2017)
- En vivo desde el rancho (2022)
- SS23 (con Gabito Ballesteros) (2023)